# Kinesisk gulros
Kinesisk gulros (Rosa hugonis), en art i familjen rosväxter som växer naturligt i centrala Kina. Det växer i buskage i skogsbryn, snår och på öppna platser. 600–2300 m.Odlas som prydnadsväxt i Sverige.
Bildar små, robusta buskar, ca 2,5 m höga. Taggarna är utspridda, raka, kraftiga, tillplattade till 1,2 cm långa, mellan taggarna finns borst och småtaggar. Bladen är parbladiga med 5-13 delblad, 4–8 cm långa. Delbladen är äggrunda, elliptiska eller omvänt äggrunda, 8–20×5–12 mm, kala med tydlig mittnerv, kala. Blommor ensamma på korta sidoskott, 4–6 cm i diameter. Foderblad lansettlika. Kronblad ljust till klart gula.
Blommar vanligen i slutet av maj eller början av juni i Sverige.

## Sorter
- 'Canary Bird' är en korsning mellan gyllenros och kinesisk gulros.

## Synonymer
- Rosa xanthina var. ecae f. hugonis (Hemsl.) A.V.Roberts